# لیزاردو مونترو فلورس
لیزاردو مونترو فلورس (انگلیسی: Lizardo Montero Flores؛ زاده ۲۷ مه ۱۸۳۲ – درگذشته ۵ فوریه ۱۹۰۵) یک سیاست‌مدار اهل پرو و از سپتامبر ۱۸۸۱ تا اکتبر ۱۸۸۳ رئیس‌جمهور این کشور بود.